# Mission internationale de soutien au Mali sous conduite africaine

Mali et États participant à la MISMA sur la carte politique de l'Afrique

La Mission internationale de soutien au Mali sous conduite africaine (MISMA) (en anglais African-led International Support Mission to Mali, abrégé en AFISMA) est une mission militaire conduite par la Communauté économique des États de l'Afrique de l'Ouest (Cédéao) pour porter assistance à l'un de ses membres, le Mali, dont le Nord du pays est en proie à une rébellion islamiste depuis le déclenchement du conflit malien de 2012-2013. Cette mission est autorisée par la Résolution 2085 du Conseil de sécurité des Nations unies en date du 20 décembre 2012 qui « autorise le déploiement sous conduite africaine d’une Mission internationale de soutien au Mali pour une période initiale d'une année ».
La résolution 2085 prévoit que la MISMA aide à « reconstituer la capacité des forces armées maliennes » pour permettre aux autorités de reprendre le contrôle des zones du nord de son territoire, tout en préservant la population civile. La MISMA vise à soutenir l’armée malienne afin de déloger les groupes islamistes (AQMI, MUJAO, Ansar Dine) qui ont pris le contrôle du Nord-Mali après en avoir chassé les rebelles indépendantistes touaregs du Mouvement national pour la libération de l'Azawad.
La MISMA est relayée par la Mission multidimensionnelle intégrée des Nations Unies pour la stabilisation au Mali (MINUSMA) à partir du 1er juillet 2013.

## Contexte

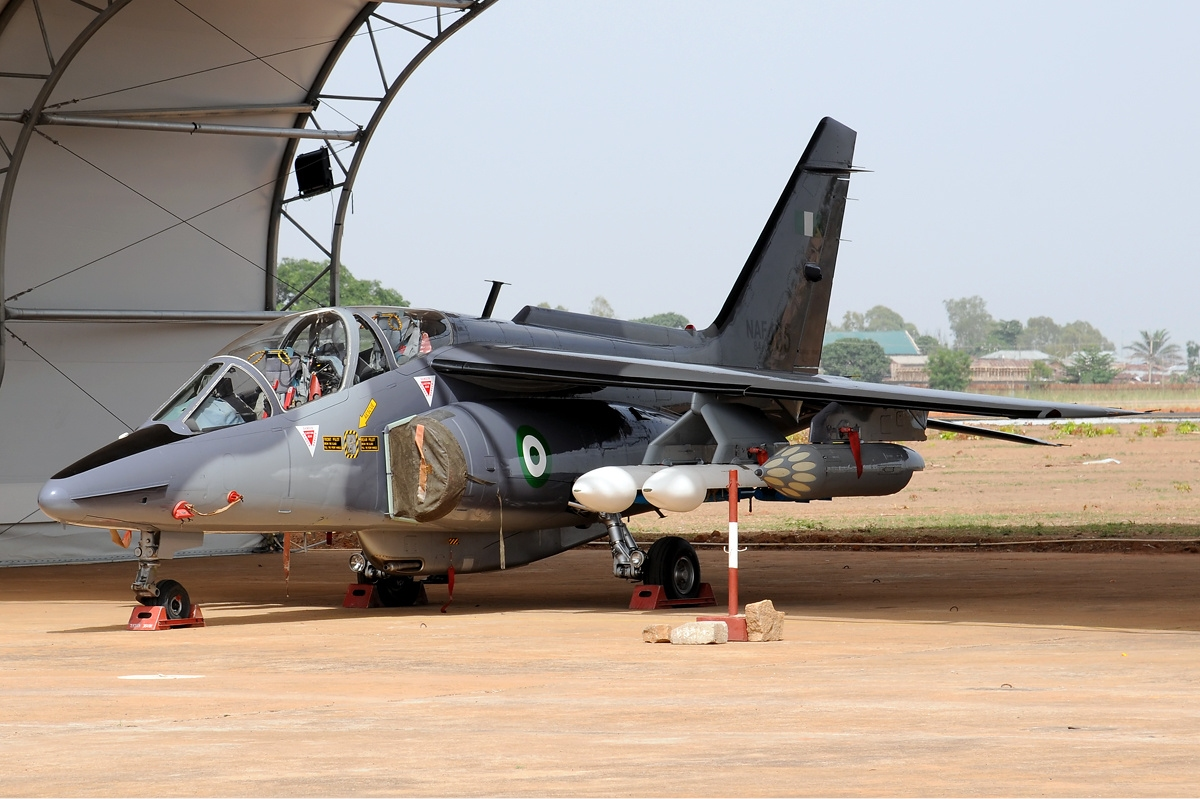
Un Alpha Jet E du Nigeria.

La Mission internationale de soutien au Mali sous conduite africaine devait initialement être mise en place vers septembre 2013 mais une offensive inattendue des rebelles jihadistes qui entraîne l'engagement immédiat de la France précipite son déploiement par la Cédéao, le contingent annoncé passe de 3 300 à 5 700 le 26 janvier, soit entre 7 700 et 8 000 militaires africains en comptant les forces tchadiennes et hors Afrique de l’Ouest. Le commandant de la MISMA est le général nigérian Shehu Abdulkadir (en).
Outre les forces terrestres, la force aérienne nigériane déploie 2 Alpha Jet sur l'aéroport international Diori-Hamani de Niamey au Niger et annonce l'envoi d'hélicoptères Mi-35.

## Budget et financement
Le budget annuel évoqué a été une première fois évalué à la mi-janvier 2013 entre 180 et 375 millions d'euros, puis le 28 janvier 2012 à 460 millions de dollars américain soit 342 millions d'euros. La plupart des pays participants à cette force n'ont pas les moyens financiers de pourvoir aux besoins. Une conférence des donateurs aurait lieu le 29 janvier 2013 à Addis-Abeba sous l'égide de l'Union africaine qui promet 45 millions de dollars ainsi qu'une réunion ministérielle du groupe de soutien international et de suivi sur la situation au Mali, le 5 février 2013 à Bruxelles, pour notamment évoquer ce financement.

## Effectifs

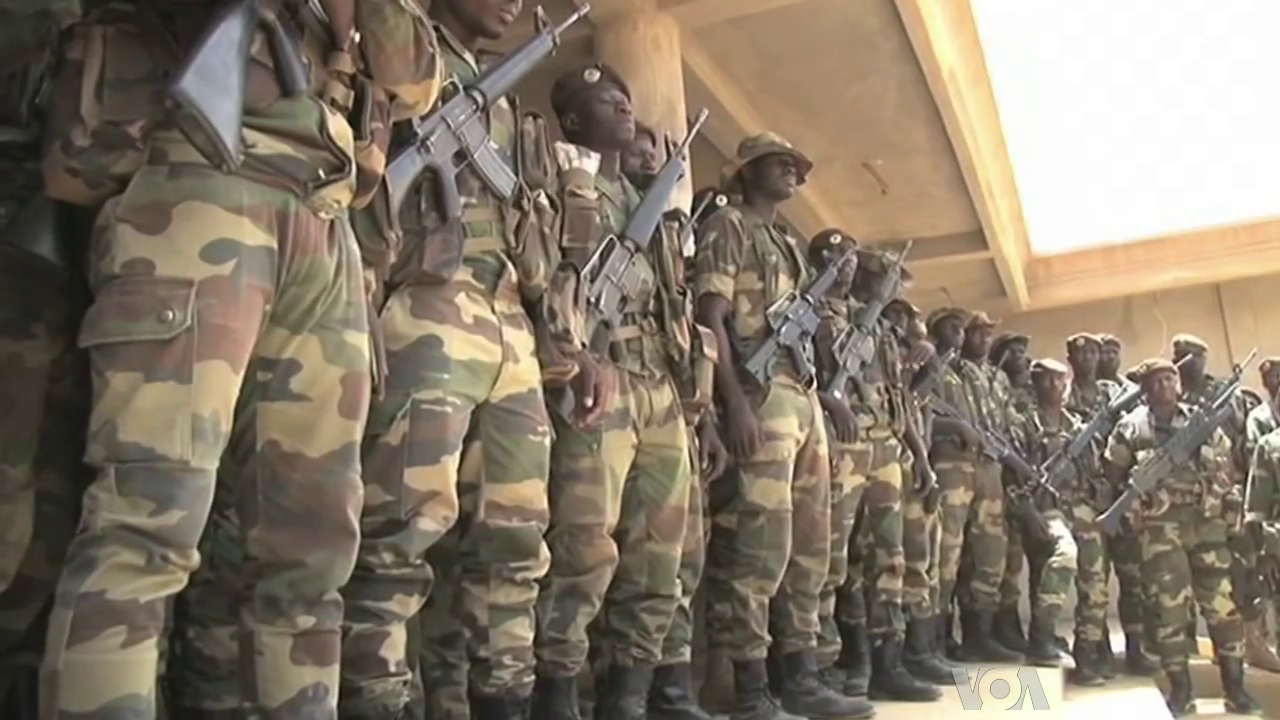
Des soldats sénégalais à Gao en mars-avril 2013.

Les forces africaines, en cours de déploiement à partir du 17 janvier 2013, et dont l'effectif a été officiellement porté le 28 janvier 2013 à 7 700 militaires alors que 1 900 sont arrivés au Mali à cette date, se composent comme suit :
| Troupes promises par les états de l'Afrique de l'Ouest (au 22 janvier 2013) | Troupes promises par les états de l'Afrique de l'Ouest (au 22 janvier 2013) |
| --------------------------------------------------------------------------- | --------------------------------------------------------------------------- |
| Tchad                                                                       | 2 400 (intégrés le 10 mars 2013)                                            |
| Nigeria                                                                     | 1 200                                                                       |
| Sénégal                                                                     | 500                                                                         |
| Niger                                                                       | 500                                                                         |
| Togo                                                                        | 500                                                                         |
| Burkina Faso                                                                | 500                                                                         |
| Bénin                                                                       | 650                                                                         |
| Côte d'Ivoire                                                               | 500 (bataillon logistique)                                                  |
| Guinée                                                                      | 144                                                                         |
| Guinée-Bissau                                                               | nc                                                                          |
| Ghana                                                                       | 120                                                                         |
| Liberia                                                                     | une section                                                                 |
| Sierra Leone                                                                | une compagnie de maintenance                                                |
| MISMA                                                                       | 7 700 (au 25 janvier 2013)                                                  |

Un contingent tchadien de 550 hommes au 24 janvier 2013 et qui a atteint 2 400 hommes au 13 mars 2013 s'est joint à l'opération mais n'intègre la MISMA que début mars 2013. Le 28 janvier 2013, on annonce le déploiement de militaires du Burundi et du Kenya qui ne font pas partie de la Communauté économique des États de l'Afrique de l'Ouest.

## Historique

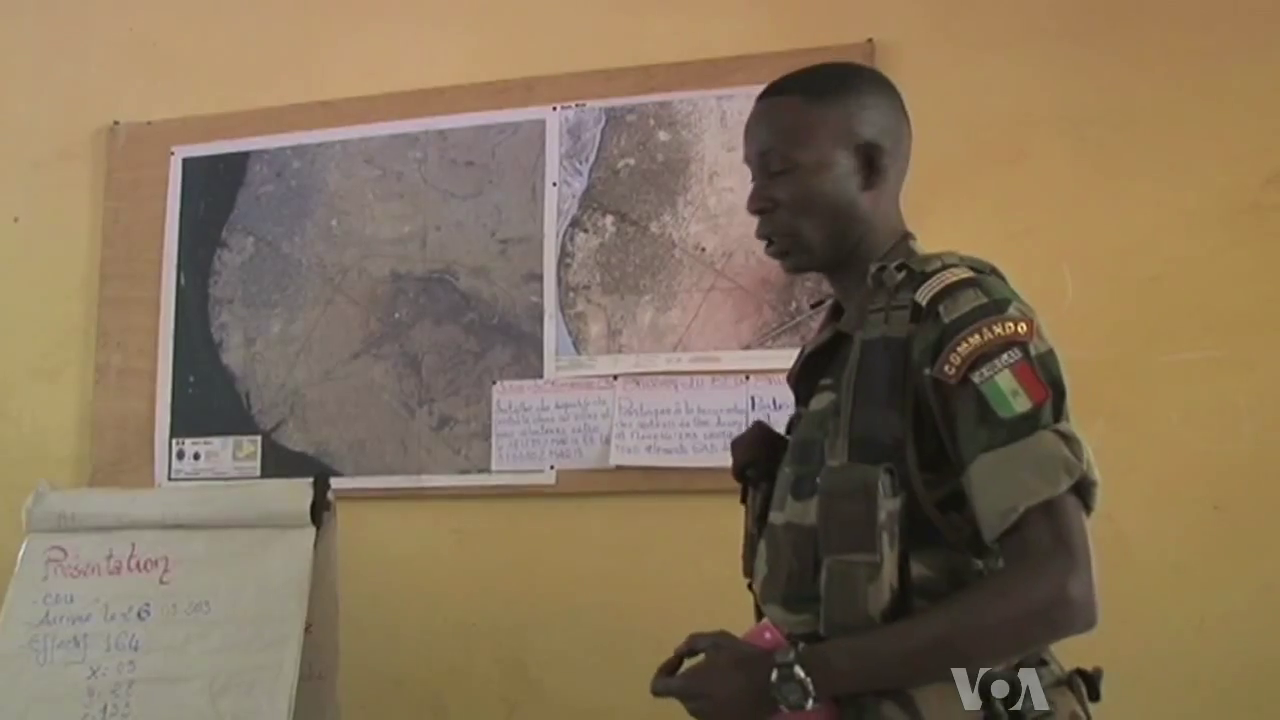
Un officier des commandos sénégalais à Gao en mars-avril 2013.

Le 10 janvier 2013, la situation militaire se dégrade rapidement pour l'armée malienne. Les insurgés lui prennent la ville de Konna. Ils se dirigent vers Mopti, dernier verrou avant la capitale, Bamako. Le président malien par intérim, Dioncounda Traoré, appelle alors le président français, François Hollande, et lui demande une aide immédiate. Le président français décide dès le 11 janvier dans l'après-midi d'engager l'armée française : c'est le début de l'opération Serval. De l'aide logistique venant de plusieurs nations arrivent au fil des jours pour appuyer cette mission et le déploiement de la mission internationale de soutien au Mali sous conduite africaine.
Le 25 avril 2013 est créée par la résolution 2100 du Conseil de sécurité des Nations unies, la Mission multidimensionnelle intégrée des Nations unies pour la stabilisation au Mali (MINUSMA) qui prend le relais de la MISMA à partir du 1er juillet 2013.